# Mesas de Santa Rosa

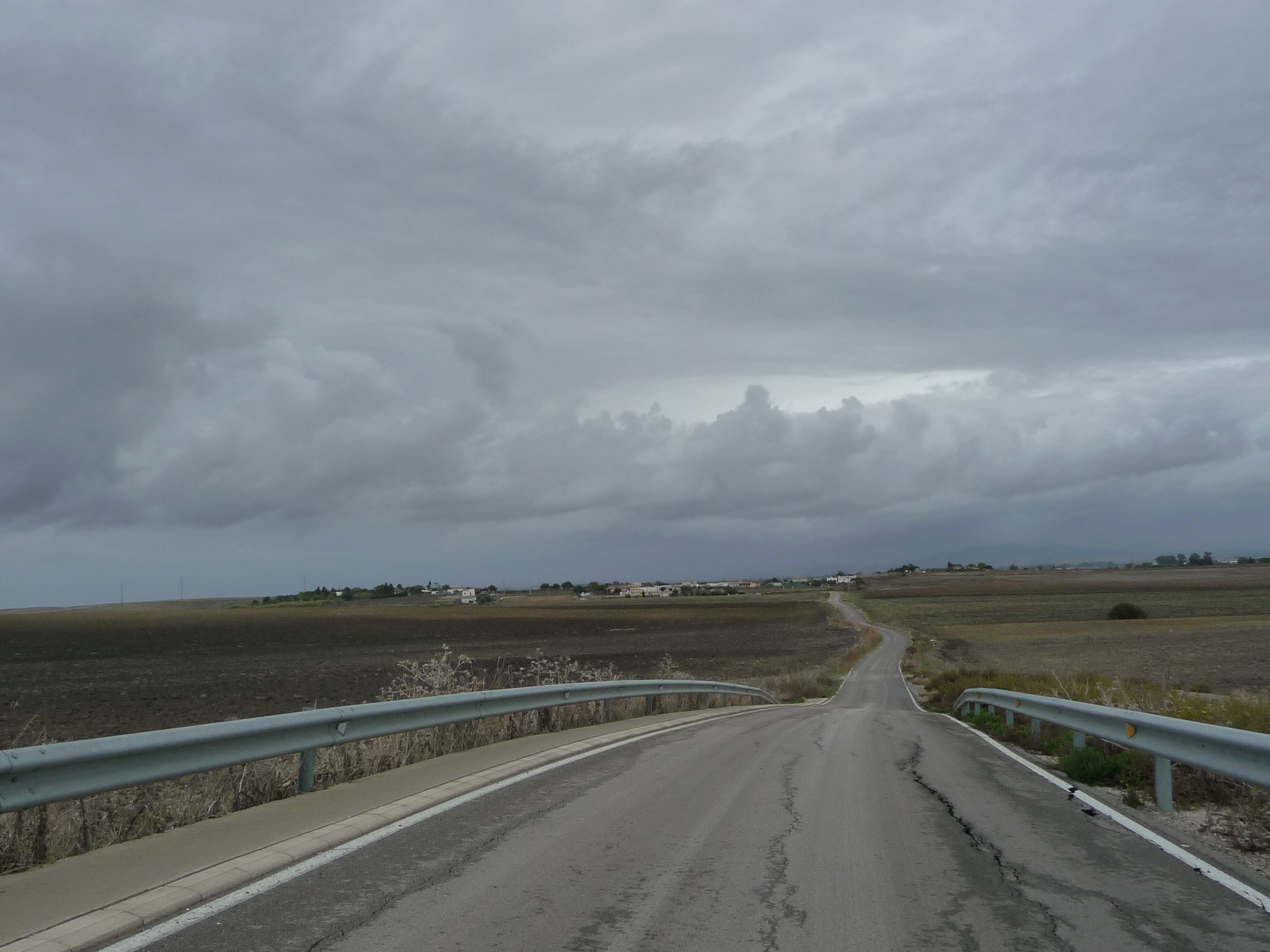
Mesas de Santa Rosa desde la carretera del Parque Empresarial.

Mesas de Santa Rosa es una barriada rural del municipio andaluz de Jerez de la Frontera situada en la zona norte, cerca de la Carretera N-IV. Sus habitantes están dedicados fundamentalmente a la agricultura en los campos que la rodean y la construcción.

## Origen
Parece que su origen es el Haza de Doña Rosa, en el cortijo de Carrizosa

## Urbanización
Dada la especial localización del asentamiento en una cañada, se ha establecido un trato especial, en el Plan General de Ordenación Urbana que permitirá legalizar viviendas.

## Fiestas
Todo los años celebra una verbena.